# Griete van Ahaus
Griete of Margaretha van Ahaus (ca. 1383 - Diepenveen, 1 oktober 1458) was abdis van het klooster van Freckenhorst en subpriorin van Diepenveen.
Op jonge leeftijd werd Van Ahaus, van voorname afkomst, opgenomen in het benedictinessenklooster Vreden in Westfalen. Later werd ze benoemd tot abdis van het klooster van Freckenhorst te Münster. Ze zocht meer diepgang in haar leven en besloot als zuster verder te gaan in het klooster van Diepenveen, waar ze subpriorin werd en uiteindelijk in 1458 stierf.